# Otakar Marcin
Otakar Marcin (tvořící někdy též pod pseudonymem Otakar Marcin Janota, 1. dubna 1937 Praha) je český restaurátor a sochař. V letech 1963–1970 vystudoval Vysokou školu uměleckoprůmyslovou v Praze v ateliéru Jana Kavana. Spolu se svým kamarádem restaurátorem a sochařem Janem Trtílkem vytvořil některé realizace pro architekturu. Jednalo se například o polychromovanou dřevěnou mříž Slavia v Praze (1970), kameninové vázy pro škrobárny Boleráz (1978), památník Věčné slávy v Moravských Budějovicích (1980), reliéf na fasádě ve Stráži pod Ralskem (1982) či vstupní dveře kostela Nanebevzetí Panny Marie v Chomutově (1989). Po roce 1993 tvořil pro veřejný prostor i samostatně. Vedle plastik pro veřejný prostor vytvořil i řadu komorních děl, která vystavoval na výstavách po celém Česku. Mezi jeho samostatné výstavy patří například výstava nazvaná Sochy a koláže uspořádaná v Praze-Motole v roce 1971 či Otakar Marcin: Sochy 1967–1997 konaná v Muzeu Vysočiny Jihlava v roce 1997.
Vedle sochařské práce se věnoval i restaurování. S Janem Trtílkem restauroval například sochu svatého Prokopa v Nepomyšli či sochu svatého Jana Nepomuckého v parku Cibulka v Praze (1970).

## Galerie

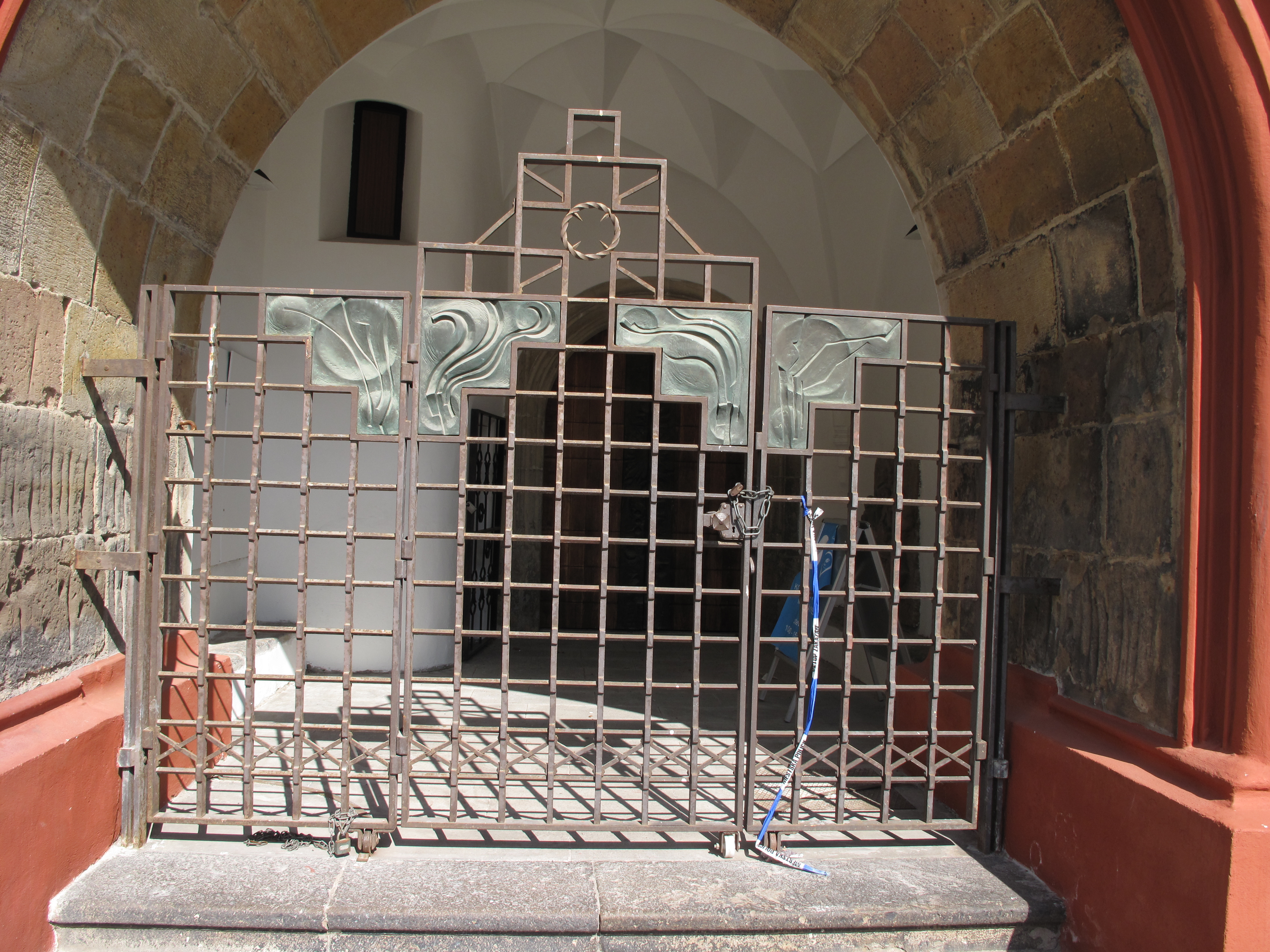
Dekorativní mříž vstupu do kostela Nanebevzetí Panny Marie v Chomutově (1988)
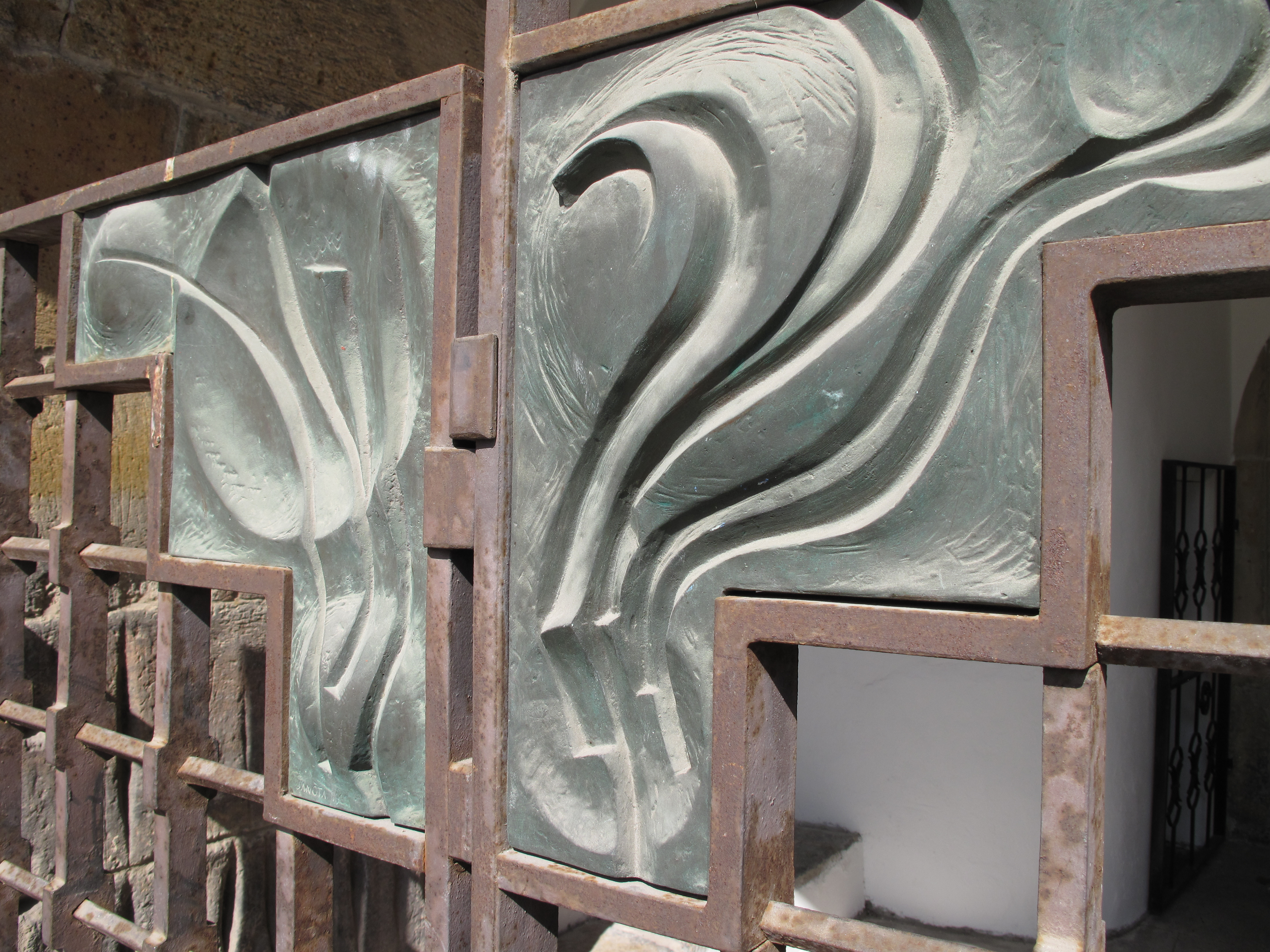
Detail reliéfu mříže
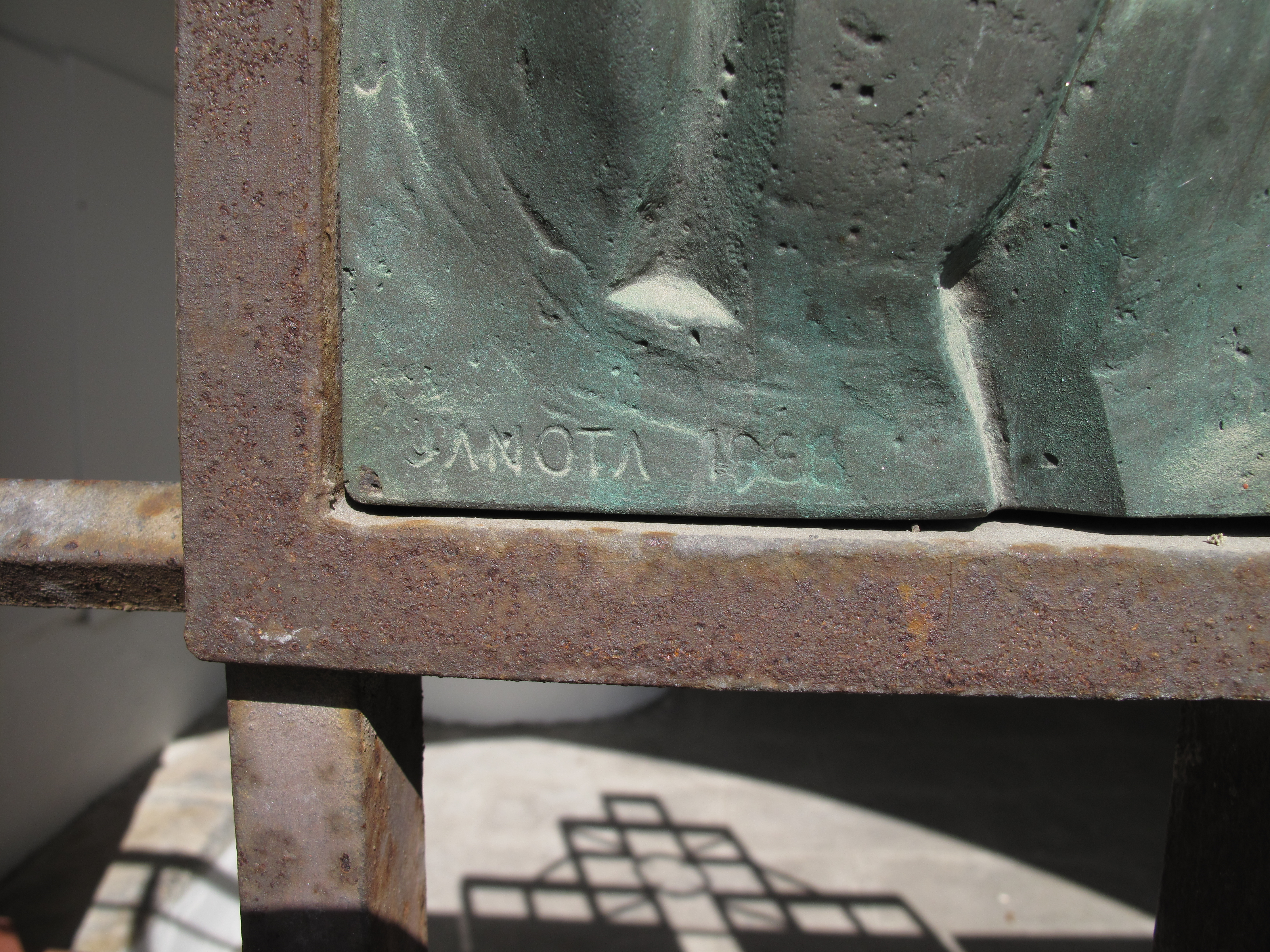
Podpis na reliéfu